# Raveniola azerbajdzhanica
Espèce
Raveniola azerbajdzhanica est une espèce d'araignées mygalomorphes de la famille des Nemesiidae.

## Distribution
Cette espèce est endémique d'Azerbaïdjan. Elle se rencontre dans le raion de Lənkəran.

## Description
Le mâle holotype mesure 14,5 mm.

## Systématique et taxinomie
Cette espèce a été décrite par Nuruyeva, Zamani et Snegovaya en 2024.

## Étymologie
Son nom d'espèce lui a été donné en référence au lieu de sa découverte, l'Azerbaïdjan.

## Publication originale
- Nuruyeva, Zamani & Snegovaya, 2024 : « A survey of mygalomorph spiders (Araneae: Atypidae, Nemesiidae) of Azerbaijan, including the description of two new species. » Zoology in the Middle East, vol. 70, no 4, p. 353-360.